# Пыдол
Пыдол — река в России, протекает в Чердынском районе Пермского края. Устье реки находится в 110 км по правому берегу реки Пильва. Длина реки составляет 22 км.
Исток реки в 13 км к северо-западу от деревни Пильва. Река течёт в юго-восточном направлении по ненаселённому лесному массиву. Приток — Утечья (левый). Впадает в Пильву чуть выше деревни Пильва.

## Данные водного реестра
По данным государственного водного реестра России относится к Камскому бассейновому округу, водохозяйственный участок реки — Кама от истока до водомерного поста у села Бондюг, речной подбассейн реки — бассейны притоков Камы до впадения Белой. Речной бассейн реки — Кама.
По данным геоинформационной системы водохозяйственного районирования территории РФ, подготовленной Федеральным агентством водных ресурсов:
- Код водного объекта в государственном водном реестре — 10010100112111100003659
- Код по гидрологической изученности (ГИ) — 111100365
- Код бассейна — 10.01.01.001
- Номер тома по ГИ — 11
- Выпуск по ГИ — 1